# Kiểm soát đám đông

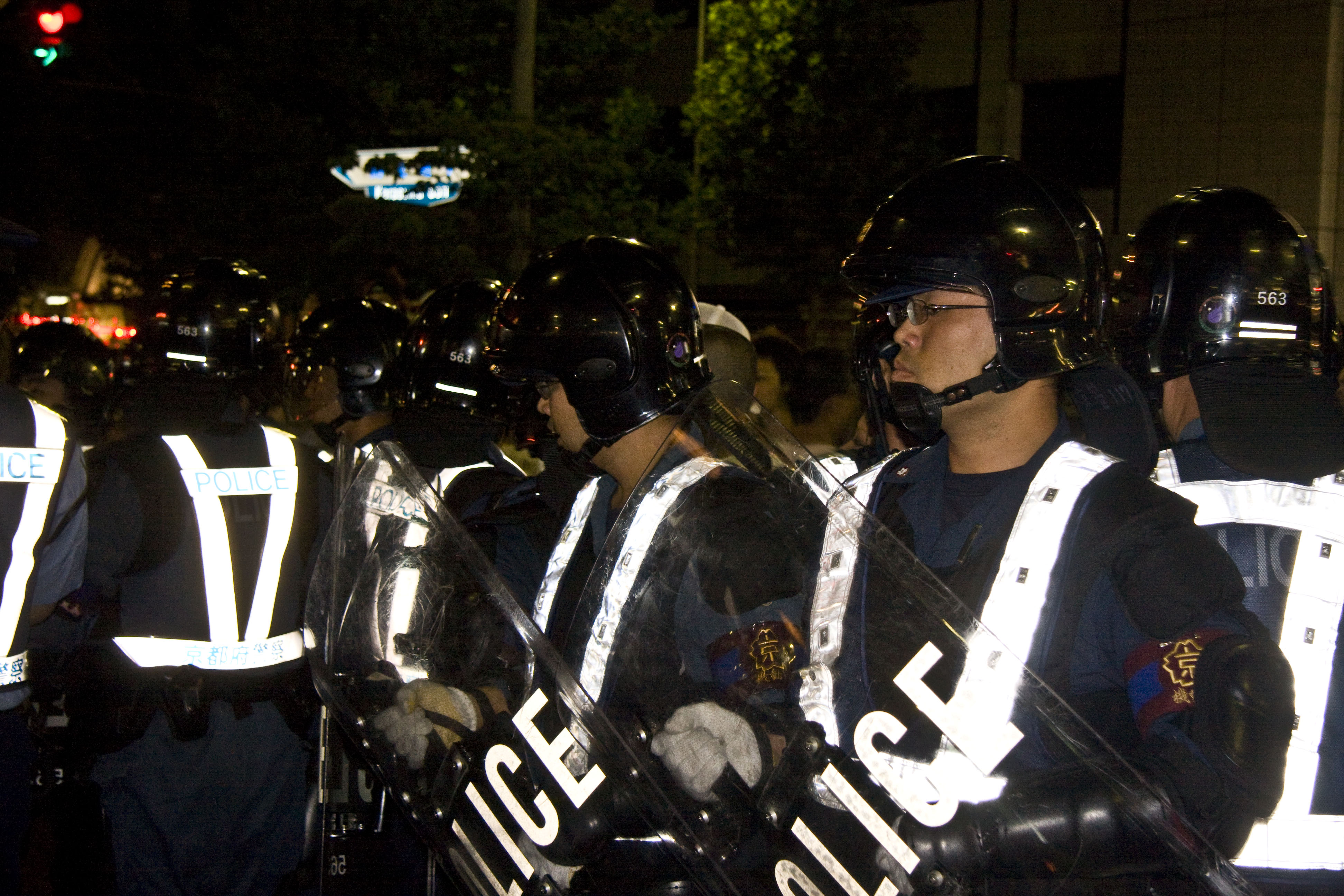
Đơn vị Cơ động của Cảnh sát Kyoto thực hiện nhiệm vụ trong lễ hội Gion Matsuri 2008.

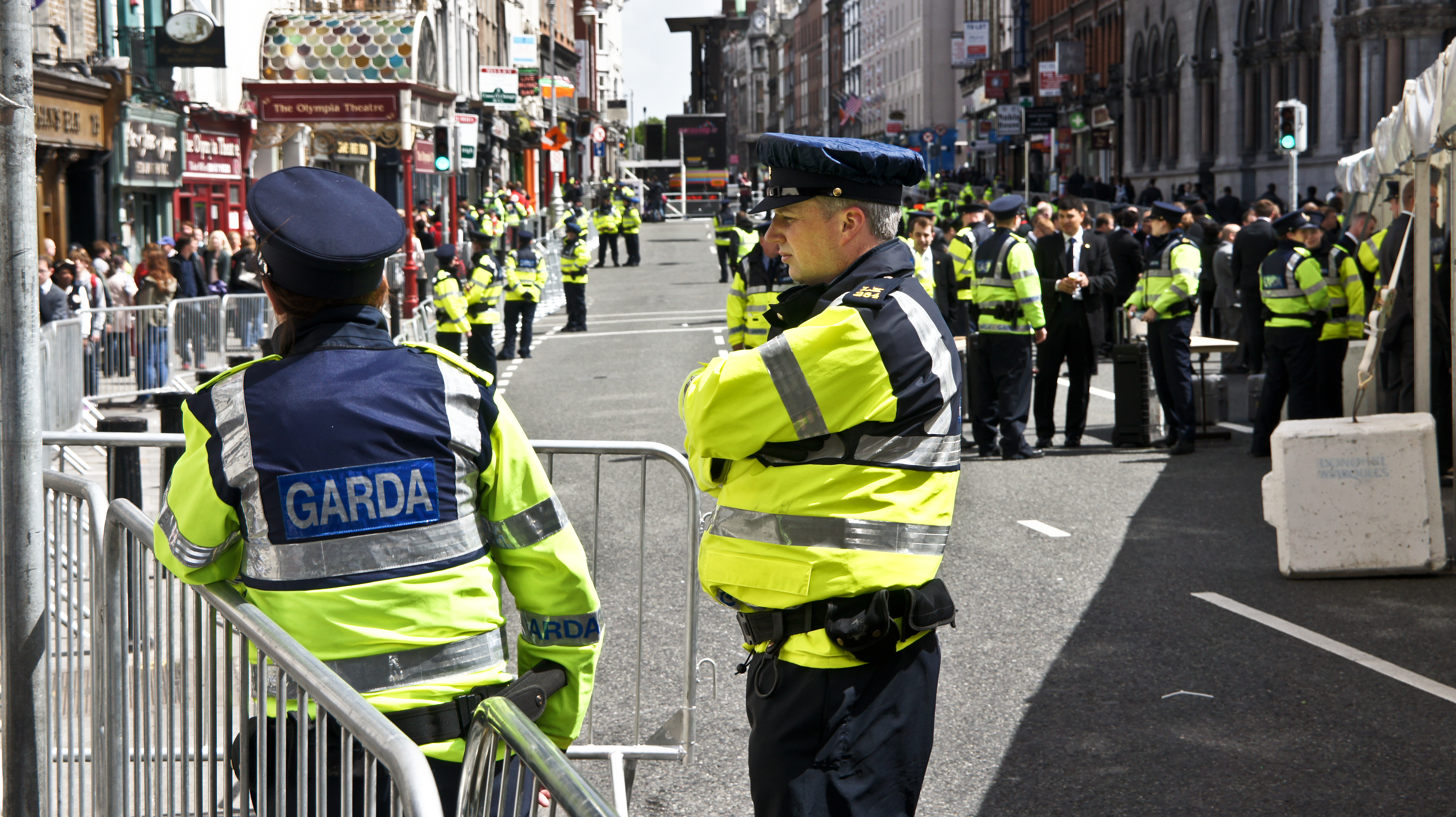
Sĩ quan Garda Síochánacanh gác ở Dublin, Ireland khi tổng thống Obama tới thăm 2011.

Kiểm soát đám đông nhằm ngăn chặn việc dẫn tới hỗn loạn và có thể là bạo loạn ví dụ như những trận bóng đá, những vụ giảm giá thu hút một lượng lớn khách hàng, đám đông người tị nạn, những vụ ngộ độc tập thể, dịch bệnh, tấn công khủng bố sinh học... Kiểm soát đám đông đòi hỏi thủ thuật nhẹ nhàng hơn kiểm soát bạo loạn. Người ta có thể dùng những tấm chắn, rào chắn và vẽ hình trên mặt đất để hướng dẫn một đám đông. Quan trọng là giữ cho đám đông cảm thấy thoải mái và bình tĩnh do đó người ta có thể dùng tấm vải bạt (để che nắng), quạt máy khi thời tiết nóng bức và đôi khi cả hình thức giải trí nữa.
Nếu một đám đông hình thành tự phát và vô lý, những hành động nhằm làm cho mọi người dừng lại và suy nghĩ trong chốc lát ví dụ như tiếng ồn lớn hoặc đọc những lời hướng dẫn một cách điềm tĩnh có thể đủ để ngăn chặn đám đông đó. Tuy nhiên, những phương pháp này không phát huy nếu đám đông giận dữ cực độ vì một nguyên nhân hợp lý hoặc có tổ chức.